# Coppa di Francia 1960-1961
La Coppa di Francia 1960-1961 è stata la 44ª edizione della coppa nazionale di calcio francese.

## Risultati

### Trentaduesimi di finale

#### Spareggi
| Squadra 1    | Risultato | Squadra 2        |
| ------------ | --------- | ---------------- |
| Tolosa       | 2 - 1     | Limoges          |
| Valenciennes | 3 - 1     | Le Havre         |
| Cambrai      | 0 - 2     | Feignies-Aulnoye |
| Forbach      | 2 - 0     | Metz             |

### Sedicesimi di finale
| Squadra 1         | Risultato   | Squadra 2           |
| ----------------- | ----------- | ------------------- |
| Olympique Alès    | 2 - 0       | Tolone              |
| Strasburgo        | 4 - 0       | USM Montargis       |
| Sochaux           | 3 - 1       | Stade Français      |
| Sedan-Torcy       | 2 - 1       | Tolosa              |
| Saint-Étienne     | 1 - 0       | Valenciennes        |
| Roubaix-Tourcoing | 2 - 1       | Monaco              |
| Stade Reims       | 5 - 0       | Saint-Malo          |
| RC Paris          | 3 - 2 (dts) | Olympique Marsiglia |
| Nîmes             | 2 - 1       | Béziers             |
| Nizza             | 2 - 0       | AS Troyes-Sav.      |
| FC Nancy          | 1 - 0       | Lilla               |
| Montpellier       | 2 - 0       | Feignies-Aulnoye    |
| Olympique Lione   | 1 - 1 (dts) | Angers              |
| US Faucigny       | 3 - 1 (dts) | Cherbourg           |
| Caen              | 2 - 2 (dts) | Forbach             |
| Bordeaux          | 5 - 2       | SA Rochefort        |

#### Spareggi
| Squadra 1       | Risultato | Squadra 2 |
| --------------- | --------- | --------- |
| Olympique Lione | 4 - 2     | Angers    |
| Caen            | 3 - 2     | Forbach   |

### Ottavi di finale
| Squadra 1     | Risultato | Squadra 2         |
| ------------- | --------- | ----------------- |
| Bordeaux      | 3 - 1     | Caen              |
| Montpellier   | 4 - 0     | US Faucigny       |
| Nizza         | 6 - 2     | Roubaix-Tourcoing |
| Nîmes         | 2 - 1     | FC Nancy          |
| RC Paris      | 3 - 1     | Olympique Lione   |
| Stade Reims   | 3 - 1     | Olympique Alès    |
| Saint-Étienne | 3 - 1     | Sochaux           |
| Sedan-Torcy   | 2 - 0     | Strasburgo        |

### Quarti di finale
| Squadra 1   | Risultato   | Squadra 2     |
| ----------- | ----------- | ------------- |
| Bordeaux    | 2 - 2 (dts) | Saint-Étienne |
| Montpellier | 2 - 0       | Stade Reims   |
| RC Paris    | 2 - 3 (dts) | Nîmes         |
| Sedan-Torcy | 2 - 1       | Nizza         |

#### Spareggi
| Squadra 1 | Risultato   | Squadra 2     |
| --------- | ----------- | ------------- |
| Bordeaux  | 1 - 1 (dts) | Saint-Étienne |

#### Replay
| Squadra 1 | Risultato | Squadra 2     |
| --------- | --------- | ------------- |
| Bordeaux  | 2 - 0     | Saint-Étienne |

### Semifinali
| Squadra 1   | Risultato   | Squadra 2   |
| ----------- | ----------- | ----------- |
| Sedan-Torcy | 2 - 2 (dts) | Bordeaux    |
| Nîmes       | 2 - 1       | Montpellier |

#### Spareggi
| Squadra 1   | Risultato | Squadra 2 |
| ----------- | --------- | --------- |
| Sedan-Torcy | 1 - 0     | Bordeaux  |

### Finale
| Arbitro: | Marcel Bois |

| |            | |
| Fulgenzy 16’ Brény 74’ Salem 82’ | Marcatori  | 86’ Constantino |
| Pierre Bernard Zacharie Noah Thadée Polak Louis Lemasson Maryan Synakowski Guy Hatchi Emilio Salaber Marcel Mouchel Mohamed Salem Maxime Fulgenzy Claude Brény | Formazioni | Alexandre Roszak Mustapha Bettache Daniel Charles-Alfred Jean Victor Bandera Pierre Barlaguet Christian Oliver Alain Garnier Pires Constantino Hassan Akesbi Alphonse Cassar Bernard Rahis |
| Louis Dugauguez | Allenatori | Kader Firoud |